# آمالافریدا
آمالافریدا دختر تئودمیر، خواهر تئودوریک کبیر و مادر تئوداهاد، هر سه نفر از پادشاهان اوستروگوت‌ها و همسر تراساموند، پادشاه وندال‌ها بود.

## زندگینامه
تئودوریک، برادر آمالافریدا در سال ۵۰۰ میلادی به‌منظور تحکیم بیشتر نفوذ خود بر وندال‌ها و اتحاد با آنان، مقدمات ازدواج خواهرش با تراساموند، پادشاه وندال‌ها را فراهم نمود و او به‌عنوان دومین همسر آمالافریدا با او ازدواج کرد. آمالافریدا جهیزیهٔ فراوانی را با خود به سرزمین وندال‌ها برد اما علاوه بر آن، ۵۰۰۰ سرباز گوتی نیز او را همراهی می‌کردند.
تراساموند در سال ۵۲۳ درگذشت و هیلدریک، پسر هونریک جانشین او شد. وندال‌ها افرادی آریان‌مذهب بودند اما هیلدریک با صدور فرامینی، به تمامی اسقف‌های تبعیدی کاتولیک اجازهٔ بازگشت داد و بونیفاس، از حامیان سرسخت کلیسای ارتدکس را اسقف کلیسای آفریقا ساخت. این موضوع سبب شد تا آمالافریدا در مقابل، سر به شورش برداشته و از مورها تقاضای یاری کند. دو طرف در همان سال در کاپسا، در حدود ۳۰۰ مایلی جنوب پایتخت، کارتاژ، در حاشیهٔ صحرای لیبی وارد جنگ با یکدیگر شدند که در نهایت به شکست آمالافریدا انجامید.
هیلدریک با پایان یافتن درگیری‌ها و به‌منظوری براندازی هژمونی اوستروگوت‌ها، آمالافریدا را دستگیر و زندانی کرده و فرمان مرگ سپاهیان گوتی‌تبار او را صادر نمود. این موضوع خشم تئودوریک کبیر، برادر آمالافریدا را برانگیخت و او درصدد حمله به قلمرو وندال‌ها برآمد، اما پیش از عملی‌ساختن تصمیمش درگذشت و هیلدریک از رویارویی با او رهایی یافت. آمالافریدا نیز در زندان و در تاریخی نامشخص درگذشت.
آمالافریدا از همسری نامعلوم دو فرزند داشت، یک پسر به‌نام تئوداهاد که به پادشاهی اوستروگوت‌ها رسید و یک دختر به‌نام آمالابرگا که با هرمانفرید، شاه تورینگی ازدواج کرد.